# جيم كوين (صحفي)
جيم كوين (بالإنجليزية: Jim Quinn)‏ هو صحفي أمريكي، ولد في 26 فبراير 1943 في نيوجيرسي في الولايات المتحدة.